# Rafiki Saïd
Pour les articles homonymes, voir Saïd.
Rafiki Saïd Ahamada, né le 15 mars 2000 à Samba-Mbondoni (Itsandra) aux Comores, est un footballeur international comorien qui joue au poste d'ailier au Standard de Liège.

## Biographie
Après avoir été formé au Stade brestois 29, il s'engage au Nîmes Olympique le 31 août 2022 pour une durée d'un an. En mars 2023, son contrat est prolongé de deux années après avoir été titularisé à quinze reprises durant la saison.
En juillet 2023, il signe un contrat de quatre ans avec l'ESTAC.

### Sélection nationale
En novembre 2023, il est convoqué pour la première fois dans le groupe de l'équipe des Comores pour deux matches de qualification pour la Coupe du monde 2026. Il inscrit son premier but lors de son premier match contre la République centrafricaine.
En mars 2024, il inscrit un doublé lors de la victoire 4-0 en amical contre l'Ouganda.
Le 13 octobre 2024, Rafiki Saïd marque un but décisif pour les Comores face à la Tunisie, lors des qualifications pour la CAN 2025. Son tir à la 63e minute a permis aux Comores de l'emporter 1-0, marquant ainsi leur première victoire de la campagne et infligeant à la Tunisie une rare défaite à domicile dans ces qualifications.
Le 15 novembre 2024, lors de la 5ème journée des qualifications pour la CAN 2025, il égalise à la 25e minute face à la Gambie et permet aux Cœlacanthes de revenir dans le match. Ce match se conclura sur une victoire 2-1 permettant ainsi la qualification des Comores pour la compétition.

## Statistiques
| Saison                | Club                  | Championnat           | Championnat | Championnat | Coupe(s) nationale(s) | Coupe(s) nationale(s) | Total | Total |
| Saison                | Club                  | Division              | M.          | B.          | M.                    | B.                    | M.    | B.    |
| 2020-2021             | Stade briochin        | National              | 15          | 2           | 3                     | 0                     | 18    | 2     |
| 2021-2022             | Stade brestois 29     | Ligue 1               | 14          | 0           | 3                     | 0                     | 17    | 0     |
| 2022-2023             | Nîmes Olympique       | Ligue 2               | 29          | 8           | 3                     | 1                     | 32    | 9     |
| 2023-2024             | ESTAC Troyes          | Ligue 2               | 2           | 1           | -                     | -                     | 2     | 1     |
| Total sur la carrière | Total sur la carrière | Total sur la carrière | 60          | 11          | 9                     | 1                     | 69    | 12    |

## Palmarès

### Distinctions personnelles
- Trophées UNFP 2025 : but de l'année de Ligue 2[8]